# Paidiscura subpallens
Paidiscura subpallens är en spindelart som först beskrevs av Friedrich Wilhelm Bösenberg och Embrik Strand 1906.  Paidiscura subpallens ingår i släktet Paidiscura och familjen klotspindlar. Inga underarter finns listade i Catalogue of Life.